# Kim Young-hee
Kim Young-hee (23 de agosto de 1983) es una comediante surcoreana. Participó en el programa de variedades  Hombres reales cuarta edición (2016).

## Filmografía

### Programas de variedades
| Año  | Programa               | Notas                                     |
| ---- | ---------------------- | ----------------------------------------- |
| 2018 | King of Mask Singer    | Ep. #176 (concursante "The Sun and Moon") |
| 2018 | I Can See Your Voice 5 | Ep. #6 (miembro del panel de detectives)  |

### Series de televisión
| Año  | Título | Personaje | Notas |
| ---- | ------ | --------- | ----- |
| 2017 | Duel   | -         |       |

## Premios y nominaciones
| Año  | Premio                   | Categoría                                 | Resultado | Ref.  |
| ---- | ------------------------ | ----------------------------------------- | --------- | ----- |
| 2010 | KBS Entertainment Awards | Premio Mejor novato (comedia)             | Ganadora  |       |
| 2014 | Paeksang Arts Awards     | Mejor Intérprete de Variedades - Femenina | Ganadora  | [ 1 ] |
| 2014 | KBS Entertainment Awards | Premio alta Excelencia (comedia)          | Ganadora  |       |